# Greatest Hits (álbum de Ice Cube)
Ice Cube - Greatest Hits es un álbum recopilatorio lanzado en 2001 que contiene 17 canciones del rapero estadounidense Ice Cube. La canción incluye dos temas inéditos, "$100 Bill Y'all" y "In the Late Night Hour".

## Lista de canciones
1. "Pushin' Weight" (con Mr. Short Khop)
2. "Check Yo Self" (con Das EFX)
  - Contains samples from "The Message" by Grandmaster Flash & "Ready To Die" by Notorious B.I.G.
3. "We Be Clubbin'"
4. "$100 Bill Y'all"
5. "Once Upon a Time in the Projects"
  - Contains sample from "Cop Him" by Betty Davis
6. "Bow Down" (con Westside Connection)
7. "Hello" (con MC Ren & Dr. Dre)
8. "You Can Do It" (featuring Mack 10 & Ms. Toi)
  - Contains sample from "Planet Rock" de Afrika Bambaataa
9. "You Know How We Do It"
  - Contains samples from "The Show Is Over" de Evelyn Champagne King, "Hung Up On My Baby" de Isaac Hayes, "Billie Jean" de Michael Jackson & "Summer Madness" by Kool & The Gang
10. "It Was a Good Day"
  - Contains samples de "Footsteps in the Dark" de The Isley Brothers, "Come On Sexy Mama" de The Moments, "Sir Nose D'Voidoffunk (Pay Attention- B3M)" de Parliament & "Let's Do It Again" de Staple Singers
11. "Bop Gun (One Nation)" [Radio Edit] (con George Clinton)
  - Contains interpolation de "One Nation Under A Groove" de Funkadelic & un sample de "Bop Gun (Endangered Species)" de Parliament
12. "What Can I Do?" [Remix]
  - Contains sample from "More Bounce To the Ounce" by Zapp
13. "My Summer Vacation"
  - Contains sample from "Atomic Dog" by George Clinton & "So Ruff, So Tuff" by Roger Troutman
14. "Steady Mobbin'"
  - Contains samples from "Reach Out" by Average White Band, "Sir Nose D'Voidoffunk (Pay Attention- B3M)" and "Theme From the Black Hole" by Parliament, "Love Amnesia" by Parlet & "After the Dance" by Marvin Gaye
15. "Jackin' for Beats"
  - Contains samples from "Buzz Saw" by The Turtles, "More Bounce to the Ounce" by Zapp, "Bop Gun (Endangered Species)" by Parliament, "The Humpty Dance" by Digital Underground, "If it Don't Turn You on (You Outta Leave it Alone)" by B.T. Express, "It's A Man's Man's Man's World", "Cold Sweat", "The Payback", "Funky President" and "Funky Drummer" all by James Brown, "I Know You Got Soul" and "Hot Pants" by Bobby Byrd, "Sing A Simple Song" by Sly & The Family Stone, "Ashley's Roachclip" by Soul Searchers, "Bon Bon Vie" by T.S. Monk, "Psychedelic Shack" by The Temptations, "Hector" by The Village Callers, "Big Beat" by Billy Squier, "So What Cha Sayin" by EPMD & "The Haunted House" by Disney
16. "The Nigga Ya Love to Hate"
  - Contains samples from "Atomic Dog" by George Clinton & "Weak At the Knees" by Steve Arrington
17. "In the Late Night Hour" (featuring Pusha T)
  - Contains re-sung elements from "Fuck tha Police" & "Straight Outta Compton" by N.W.A.

## Posición en las listas musicales
| Lista                       | Mejor posición |
| --------------------------- | -------------- |
| U.S. Billboard 200          | #54            |
| U.S. Top R&B/Hip-Hop Albums | #11            |

- Datos: Q3280354